# 利根 (小惑星)
利根（とね、1266 Tone）は、小惑星帯外縁部にある小惑星である。
1927年1月23日、東京帝国大学附属東京天文台（現・国立天文台）の技師であった及川奥郎が、東京府北多摩郡三鷹村（現・三鷹市）の東京天文台において発見した。翌1月24日、ソ連のグリゴリー・ネウイミンがシメイズ観測所（現・クリミア天体物理天文台）で独立に発見している。
利根川の名が付けられている。